# كارل جاي شابيرو
كارل جاي شابيرو (بالإنجليزية: Carl J. Shapiro)‏ هو شخصية أعمال أمريكي، (و. 1913 – 2021 م).